# Mesenosaurus
Mesenosaurus é um gênero de eupelicossauro do Permiano Inferior da Rússia. Há uma única espécie descrita para o gênero Mesenosaurus romeri.